# Berroya
Berroya (Berroia en euskera y cooficialmente) es un caserío español del municipio de Romanzado, perteneciente a la Comunidad Foral de Navarra.

## Historia
Hacia mediados del siglo XIX, el lugar, ya por entonces perteneciente a Romanzado, tenía contabilizada una población de 19 habitantes. Aparece descrito en el cuarto volumen del Diccionario geográfico-estadístico-histórico de España y sus posesiones de Ultramar de Pascual Madoz con las siguientes palabras:

BERROYA: l. del valle y ayunt. de Romanzado en la prov., aud. terr. y c. g. de Navarra, part. jud. de Aoiz (3 leg.), dióc. de Pamplona (7), arciprestazgo de Lónguida. sit. en un barranco circuido de montes y combatido principalmente por los vientos del N. y O.; el clima es húmedo, frio y propenso á tercianas. Tiene 3 casas y una parr. (San Vicente Mártir) servida por un abad. Confina el térm. N. Nardues-Andurra; E. Murillo; S. Arielz, y O. Ripodas, de cuyos puntos dist. 1/2 leg. poco mas ó menos. El terreno, aunque áspero, es bastante fértil; brotan en varios sitios fuentes de esquisitas aguas, que aprovehcan para los usos domésticos y cruza no lejos de la pobl. un riach. que descienden del monte Arela (valle de Urraul alto) y confluye junto á Aipodas en el r. Irati. La parte montuosa abunda en robles, encinas, enebros, sáuces y en buenos pastos para el ganado. prod.: trigo, cebada, maiz, patatas y garbanzos; sostiene ganado vacuno, de cerda, mular, lanar y cabrio; hay caza de liebres y perdices, y pesca de peequeños barbos y truchas. pobl.: 3 vec., 19 alm. riqueza y contr. con el valle.
(Madoz, 1846, p. 289)

En 2023, la entidad singular de población de Berroya, encuadrada dentro de la entidad colectiva de Murillo-Berroya, tenía empadronados 5 habitantes y el núcleo de población, también 5.